# 新報道プレミアA
『新報道プレミアA』（しんほうどう プレミア・エー）は、FNN（FNS）系列で、2007年4月1日から2008年6月22日まで、毎週日曜日22:00 - 23:15（JST）に生放送されていた報道番組・ワイドショー・情報番組。フジテレビと関西テレビ（KTV）の共同制作。なお、他系列とのクロスネット局であるテレビ大分とテレビ宮崎では放送されていない。

## 概要
コンセプトは「大人のニュース・ラウンジ」。女性キャスター2人による報道番組は、フジテレビでは過去に例が無かった 。なお、この番組は平日最終版の報道番組『ニュースJAPAN』の日曜版・姉妹番組とも言える。
毎週、安藤優子・滝川クリステル・櫻井よしこの3人に加え、プレミアゲスト（ゲストコメンテーター）が出演する。これにより、安藤と滝川は土曜日以外のテレビ番組に出演することとなった。初期の頃は、ゲストが1人のときが多かったが、2008年に入ってからはゲストが3人以上の回も出てきた。
本番組も名義上は、前番組までと同じくフジテレビと関西テレビの共同制作となっているが、これまでと同様に、番組の企画・制作・配信などはフジテレビが単独で担当しており、2局共同で行われるのは番組プロデュースなど一部スタッフの派遣とスポンサーセールスだけとなっている。この共同制作体制は、かつて、22:00 - 22:30が関西テレビ、22:30 - 23:00がフジテレビと制作枠が二分されていた名残である。
放送当初低調だった視聴率は2007年9月以降上昇し、10%台を記録するようになっていたが、フジテレビ全体の予算削減の流れを受けて打ち切りが決定。2008年6月22日を以て終了した。
後番組は『サキヨミ』。
滝川は2010年4月に放送開始した『Mr.サンデー』の初代アシスタントに起用され、一時的に同枠に復帰を果たした。

## 出演者

### 総合司会
- 安藤優子
- 滝川クリステル

### コメンテーター
- 櫻井よしこ（番組内では「プレミアコメンテイター」の位置付け）
  - 初回放送の2007年4月1日は、中国に取材中だったため、中国からの中継出演という形になった。その他、不定期出演のため、休む回があった。

### 頻出のプレミアゲスト（ゲストコメンテーター）
- 東国原英夫 ※中継出演もあり
- 児玉清
- 春風亭小朝

## 番組テーマ曲
- 元ちとせ「あなたがここにいてほしい」（Epic　Records）

※初期はオープニング曲にも使われたが、末期はエンディングのときしか使われなかった。この楽曲は、2007年8月25日に同じFNN系列で放送された『土曜プレミアム夏休み特別企画・ミヨリの森』の挿入歌としても使われた。

## 備考
- 番組の仮タイトルとして、当初は『日曜“新”報道』が挙げられていた。
- この番組のホームページの紹介文の一部に「日曜夜は、平日と違い大型の情報生番組は存在しない」とあるが、実際にはこれらの要素を兼ね備えた番組がNHK総合テレビジョンで放送されている。
- 『Grade-A』・『スーパーナイト』・『EZ!TV→情報ライブ EZ!TV』・『週刊人物ライブ スタ☆メン→スタ☆メン』では表示されていたフジサンケイグループのシンボルマークである目玉マークが、この番組では表示されなかった。ただし、次番組の『サキヨミ』からは再び目玉マークが表示されている。
- 『ニュースJAPAN』の日曜版・姉妹番組とも言える番組だが、安藤は本番組の初代キャスターであり、滝川も当時キャスターを務めていた。また、安藤がキャスターだった時代に櫻井は『ニュースJAPAN』の裏で『NNNきょうの出来事』（日本テレビ）のメインキャスターを務めており、当番組は“新旧夜ニュースの顔”が揃った格好となった。
- 2007年10月7日、2時間スペシャルで元サッカー日本代表中田英寿選手が引退後初メディア生出演した他、CS放送のフジテレビ739で放送されていた『SWALLOWS BASEBALL L!VE』の中継映像に割り込む形で、神宮球場の東京ヤクルトスワローズの古田敦也捕手兼任監督の最終打席と引退セレモニーを生中継した。

## 視聴率
開始前から告知などが大々的に行われ注目されていたが、初回視聴率は8.6%（関東地区、ビデオリサーチ調べ）で、前番組の『スタ☆メン』に比べ低調なスタートとなった。
この為、5月の放送から徐々にリニューアルの見直し等を行ったものの、5月27日には番組史上最低の7.3%を記録した。
9月以降からは徐々に2桁を記録する回が増えた。2007年12月16日の放送では関東地区では15.6%を記録して初の首位となった（近畿地区では18.1%を記録している）。

## ネット局と放送時間
| 放送対象地域  | 放送局                    | 系列           | 放送日時           | 備考           |
| ------------- | ------------------------- | -------------- | ------------------ | -------------- |
| 関東広域圏    | フジテレビ（CX）          | フジテレビ系列 | 日曜 22:00 - 23:15 | 【共同制作局】 |
| 近畿広域圏    | 関西テレビ（KTV）         | フジテレビ系列 | 日曜 22:00 - 23:15 | 【共同制作局】 |
| 北海道        | 北海道文化放送（uhb）     | フジテレビ系列 | 日曜 22:00 - 23:15 |                |
| 岩手県        | 岩手めんこいテレビ（mit） | フジテレビ系列 | 日曜 22:00 - 23:15 |                |
| 宮城県        | 仙台放送（OX）            | フジテレビ系列 | 日曜 22:00 - 23:15 |                |
| 秋田県        | 秋田テレビ（AKT）         | フジテレビ系列 | 日曜 22:00 - 23:15 |                |
| 山形県        | さくらんぼテレビ（SAY）   | フジテレビ系列 | 日曜 22:00 - 23:15 |                |
| 福島県        | 福島テレビ（FTV）         | フジテレビ系列 | 日曜 22:00 - 23:15 |                |
| 新潟県        | NST新潟総合テレビ（NST）  | フジテレビ系列 | 日曜 22:00 - 23:15 |                |
| 長野県        | 長野放送（NBS）           | フジテレビ系列 | 日曜 22:00 - 23:15 |                |
| 静岡県        | テレビ静岡（SUT）         | フジテレビ系列 | 日曜 22:00 - 23:15 |                |
| 富山県        | 富山テレビ（BBT）         | フジテレビ系列 | 日曜 22:00 - 23:15 |                |
| 石川県        | 石川テレビ（ITC）         | フジテレビ系列 | 日曜 22:00 - 23:15 |                |
| 福井県        | 福井テレビ（FTB）         | フジテレビ系列 | 日曜 22:00 - 23:15 |                |
| 中京広域圏    | 東海テレビ（THK）         | フジテレビ系列 | 日曜 22:00 - 23:15 |                |
| 島根県･鳥取県 | さんいん中央テレビ（TSK） | フジテレビ系列 | 日曜 22:00 - 23:15 |                |
| 岡山県･香川県 | 岡山放送（OHK）           | フジテレビ系列 | 日曜 22:00 - 23:15 |                |
| 広島県        | テレビ新広島（tss）       | フジテレビ系列 | 日曜 22:00 - 23:15 |                |
| 愛媛県        | テレビ愛媛（EBC）         | フジテレビ系列 | 日曜 22:00 - 23:15 |                |
| 高知県        | 高知さんさんテレビ（KSS） | フジテレビ系列 | 日曜 22:00 - 23:15 |                |
| 福岡県        | テレビ西日本（TNC）       | フジテレビ系列 | 日曜 22:00 - 23:15 |                |
| 佐賀県        | サガテレビ（STS）         | フジテレビ系列 | 日曜 22:00 - 23:15 |                |
| 長崎県        | テレビ長崎（KTN）         | フジテレビ系列 | 日曜 22:00 - 23:15 |                |
| 熊本県        | テレビくまもと（TKU）     | フジテレビ系列 | 日曜 22:00 - 23:15 |                |
| 鹿児島県      | 鹿児島テレビ（KTS）       | フジテレビ系列 | 日曜 22:00 - 23:15 |                |
| 沖縄県        | 沖縄テレビ（OTV）         | フジテレビ系列 | 日曜 22:00 - 23:15 |                |